# Micro-région de Pannonhalma
La micro-région de Pannonhalma (en hongrois : pannonhalmi kistérség) est une micro-région statistique hongroise rassemblant plusieurs localités autour de Pannonhalma.